# Sobór Przemienienia Pańskiego w Bołgradzie
Sobór Przemienienia Pańskiego – prawosławny sobór w Bołgradzie, w dekanacie bołgradzkim eparchii odeskiej Ukraińskiego Kościoła Prawosławnego Patriarchatu Moskiewskiego.

## Historia

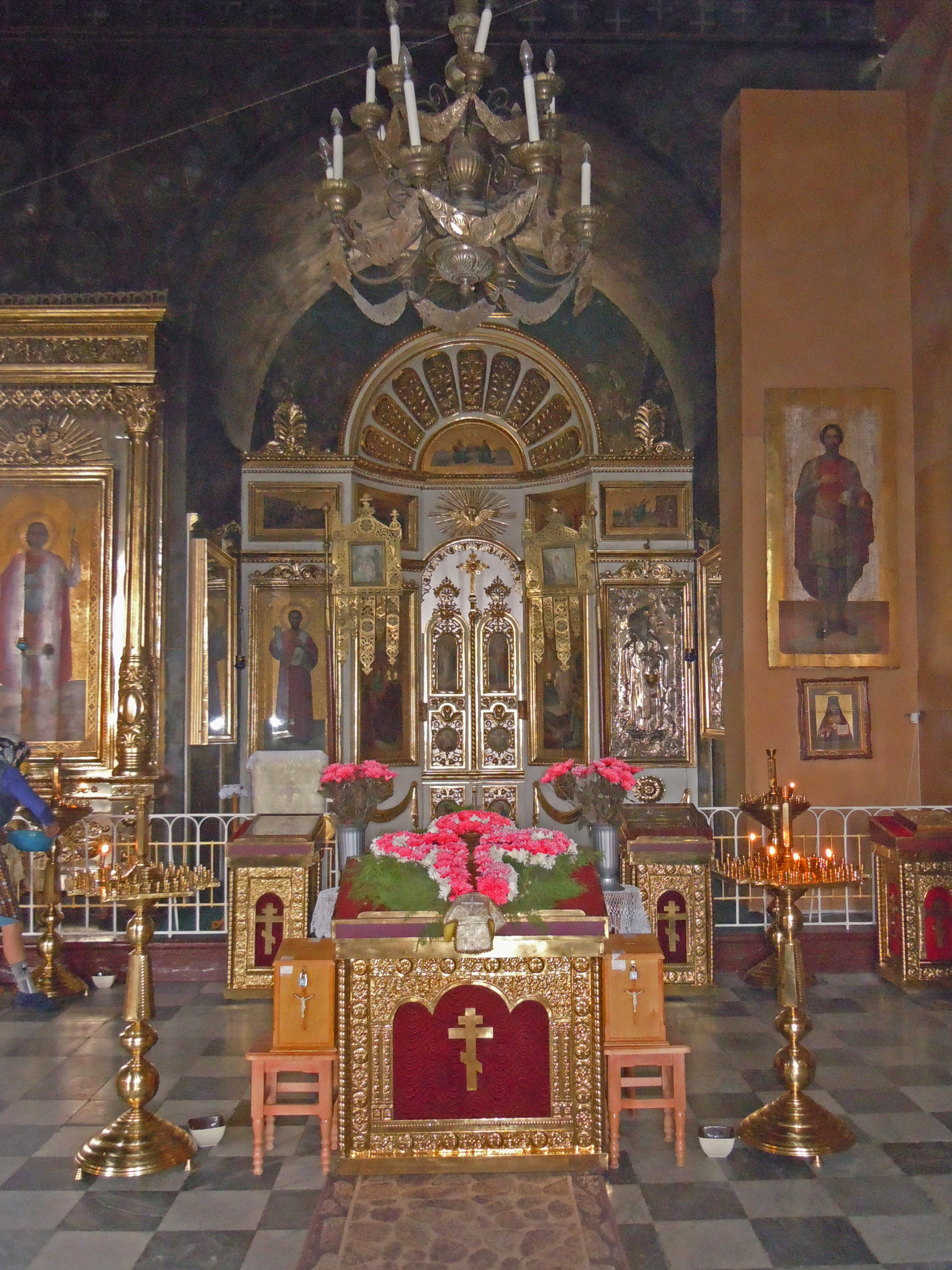
Fragment wnętrza z ikonostasem

Decyzję o budowie świątyni podjęto w 1820 r. w związku z nadaniem Bułgarom besarabskim, którzy w poprzednich dekadach osiedlali się w Besarabii, statusu kolonistów. Sobór wzniesiono na miejscu cerkwi, w której został publicznie odczytany ukaz w tej sprawie. Środki na wzniesienie soboru pochodziły z darów miejscowych kolonii bułgarskich. Budowlę wznoszono według projektu Awraama Mielnikowa. Był to projekt opracowany wcześniej przez tegoż architekta na konkurs na poprawiony projekt soboru św. Izaaka w Petersburgu. Sobór jest świątynią typu krzyżowo-kopułowego, z główną półkolistą kopułą zwieńczoną sygnaturką. Kopuła usadowiona jest na bębnie z dwunastoma otworami okiennymi zdobionymi korynckimi pilastrami. Gotową świątynię konsekrowano w 1838 r. Łączny koszt budowy soboru zamknął się w kwocie 750 tys. rubli asygnatami – cała ta suma została zebrana przez besarabskich Bułgarów.
W latach 1912–1914 Pawieł Piskariow wykonał we wnętrzu soboru freski według szkiców Wiktora Wasniecowa. 
Sobór poniósł poważne straty w pożarze w styczniu 2012 – zniszczeniu uległa wtedy główna kopuła oraz część zabytkowych fresków. W kolejnych latach obiekt odbudowano. Po renowacji obiekt został powtórnie poświęcony przez patriarchę aleksandryjskiego i całej Afryki Teodora II oraz metropolitę kijowskiego i całej Ukrainy Onufrego w 2018 r.